# Poeciloderrhis verticalis
Poeciloderrhis verticalis är en kackerlacksart som först beskrevs av Hermann Burmeister 1838.  Poeciloderrhis verticalis ingår i släktet Poeciloderrhis och familjen jättekackerlackor. Inga underarter finns listade i Catalogue of Life.